# Konstantin Schinas

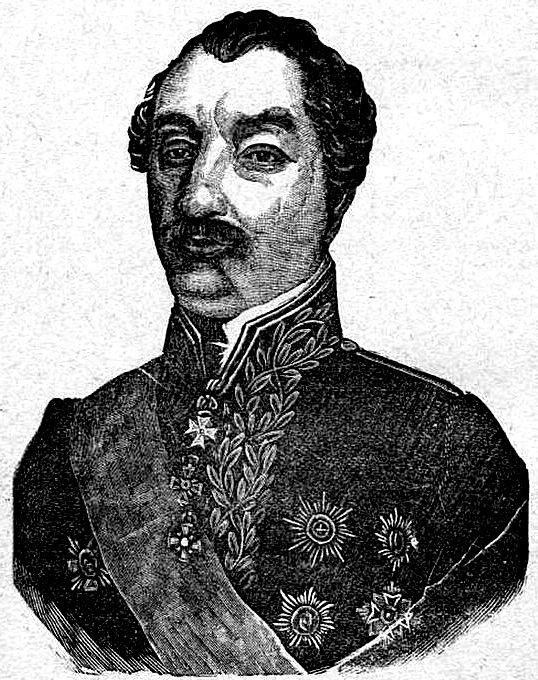
Konstantin Demetriou Schinas, Brustbild in der Gala-Uniform eines Gesandten (Campagne-Uniform), Stich von Τρύφων Ευαγγελίδης 1863–1941

Konstantin Demetriou Schinas (griechisch: Κωνσταντίνος Σχινάς; * 1801 in Konstantinopel; † 22. Juli 1857 Wien) war ein griechischer Politiker, Jurist und Diplomat unter Otto (Griechenland). Er entstammte einer Adelsfamilie aus Konstantinopel und war mit Goethe befreundet.

## Leben
Zu Beginn der Griechischen Revolution 1821 nahm Schinas ein Studium der Rechtswissenschaft an der Universität Berlin auf, das er an der Universität Bonn und der Universität Paris fortsetzte.
Er war von 1828 bis 1831 während der Regierung von Ioannis Kapodistrias Assistent des Innenministers.
1833 war er unter Otto (Griechenland) Mitglied des Gutachterausschusses der wirtschaftlichen Lage der Kirche von Griechenland und der Klöster und Vorsitzender des Ausschusses für die Organisation von Schulen.
Am 9. Oktober 1834 heiratete er Bettina von Savigny, eine Nichte des deutschen Schriftstellers Clemens Brentano.

## Einflußnehmender Justizminister
Im Oktober 1833 wurde er Justizminister im Conseil de Régence grec (Regierungskabinett) von Alexandros Mavrokordatos und kommissarischer Gouverneur der Territorien der Kirche von Griechenland.
1832 hatte Otto Anastasios Polyzoidis zum Richter in einem Hochverratsverfahren gegen Theodoros Kolokotronis, Dimitrios Plapoutas und andere ehemalige Führer der Griechischen Revolution ernannt. Constantin Shinas scheiterte beim Versuch, Anastasios Polyzoidis zur Unterschrift unter die Todesurteile zu drängen. Er pervertierte die Gewaltenteilung zu einer Gewaltanwendung der ausführenden Gewalt gegen die richterliche Gewalt, was darauf hinweist, dass er die wesentlich von Anastasios Polyzoidis verfasste Σύνταγμα (Verfassung) von 1822 nicht gelesen hat.

„Da befahl der Justizminister dem Offizier der Gendarmerie den Widerstrebenden mit Gewalt auf seinen Sitz zu führen. So wie Dieß geschehen, wurden die Thüren des Gerichtssaals geöffnet, und das Volk strömte in dichten Massen herein. Nochmals wollte Polyzoides sich erheben und zur Versammlung reden; aber der Staatsprokurador drohte ihm mit augenblicklicher Verhaftung, wenn er sich nicht fügte. Da gab er nach, setzte sich nieder, ohne einen Laut von sich zu geben, und verhüllte das Gesicht mit beiden Händen. … Der Gerichtsschreiber verlas ihr Todesurteil.“

Er heiratete Anfang Oktober 1834 in Ancona Bettina gen. Poulette von Savigny (1805–1835), die Tochter seines Lehrers in Athen Friedrich Carl von Savigny. Am 27. Mai 1837 trat er das Amt des ersten Rektors der Universität Athen an. wo er von 1837 bis 1851 als Professor für Geschichte fungierte. 1846 vertrat er diese im Griechischen Parlament.
Ab 1849 war er Gesandter in München (Königreich Bayern), ab 1852 in Berlin und ab 1854 in Wien.

## Werk
- Geschichte des Königreiches Bayern.

## Übersetzungen
Konstantin Schinas übersetzte Gesetze aus der Deutschen Sprache in das Katharevousa.
- Am 18. Dezember 1833 dekretierte Otto das Strafgesetzbuch, mit Anastasios Polyzoidis
- Am 2. Februar 1834 dekretierte Otto die Gerichts- und Notarverordnung.
- Am 10. März 1834 dekretierte Otto eine Strafprozessordnung und eine Zivilprozessordnung.

## Nachlass
- Bayerisches Hauptstaatsarchiv
- Die politische Korrespondenz von Friedrich Thiersch mit Konstantin Demetriou Shinas. In: Friedrich Thiersch und die Gründung des Griechischen Staates aus der Sicht des 20. Jahrhunderts. Athen 1990, S. 125–144.[11][12]